# Wilhelm Jordan
Wilhelm Jordan (Ellwangen, 1 de març del 1842 - Hannover, 17 d'abril del 1899) va ser un geodesista alemany que va dedicar la seva vida a fer enquestes a Alemanya i a l'Àfrica.

## Biografia
Jordan va néixer a Ellwangen, un petit poble al sud d'Alemanya. Va estudiar a l'Institut Politècnic de Stuttgart i després de treballar durant dos anys com a assistent d'enginyeria en les etapes preliminars de construcció de ferrocarrils hi va tornar com a assistent en geodèsia. El 1868, quan tenia 26 anys, va ser nomenat professor a Karlsruhe. El 1874, Jordan va prendre part en l'expedició de Friedrich Gerhard Rohlfs a Líbia. Des del 1881 fins a la seva mort, va ser professor de geometria i de geodèsia a la Universitat Tècnica de Hannover. Va ser un prolífic escriptor i la seva obra més coneguda és el "Handbuch der Vermessungskunde", un manual de geodèsia. Wilhelm Jordan, en el seu treball sobre topografia, va usar el mètode de mínims quadrats de forma habitual.
Com en astronomia, quan es realitzen observacions geodèsiques, hi ha una redundància en mesures d'angles i longituds. No obstant això, hi ha relacions que connecten les mesures, i es poden escriure com un sistema lineal sobre-determinat (més equacions que incògnites), al qual se li aplica el mètode. El mateix Jordan va participar en treballs de geodèsia a gran escala a Alemanya com a la primera topografia del desert de Líbia. El 1873 va fundar la revista alemanya "Journal of Geodesy" i aquell mateix any va publicar la primera edició del seu famós Handbuch.
És especialment recordat entre els matemàtics pel seu algorisme d'Eliminació de Gauss-Jordan. Jordan va fer possible la millora de l'estabilitat de l'algorisme perquè pogués ser aplicat el mètode de mínims quadrats a la topografia. Aquesta tècnica algebraica va aparèixer en la tercera edició (1888) del seu manual de geodèsia.
En matemàtiques l'eliminació de Gauss-Jordan, anomenada així a causa de Carl Friedrich Gauss i Wilhelm Jordan, són algorismes de l'àlgebra lineal per determinar les solucions d'un sistema d'equacions lineals, trobar matrius i inverses Un sistema d'equacions es resol pel mètode de Gauss quan s'obtenen les seves solucions mitjançant la reducció del sistema donat a un altre equivalent en el qual cada equació té una incògnita menys que l'anterior. Quan s'aplica aquest procés, la matriu resultant es coneix com: "forma escalonada".

## Obres
- Physische Geographie und Meteorologie der libyschen Wüste (1876)
- Handbuch der Vermessungskunde (tre band, 1877, sjunde upplagan 1908; utgiven även på franska, italienska och ryska)